# 강영만 (축구 선수)
강영만(한국 한자: 姜榮萬, 1964년 10월 2일 ~ )은 대한민국의 전 축구 선수이며, 포지션은 미드필더였다.